# Qualificatórias para o Campeonato Mundial de Voleibol Feminino de 1994 - CSV
As Qualificatórias para o Campeonato Mundial de Voleibol Feminino de 1994- CSV foi  a primeira edição do torneio pré-mundial organizado pela  CSV que ocorreu no período de 6 a 9 de outubro, na cidade de  Tandil,  no qual qualificou uma para o Mundial do Brasil de 1994, com a participação de duas seleções sul-americanas e a Itália substituindo a Venezuela, devido a suspensão aplicada a mesma.
Brasil não participou por ser o país-se do referido mundial e o Peru qualificou-se através da conquista do Campeonato Sul-Americano de 1993; ao final do torneio a Itália conquistou o título e vaga ao supracitado mundial

## Fórmula da disputa
Os tres países da CSV, estes melhores ranqueados em 1992 (Ranking da FIVB), disputaram a o torneio em fase única, onde todos enfrentaram-se e os times com melhor pontuação definiu a vaga numa partida final, classificando assim para o Mundial do Brasil de 1994.

## Fase única

### Primeira fase
- Local: Polideportivo Municipal Eduardo Aldasoro, Tandil
- Período: de 6 a 9 de outubro de 1993 (UTC−03:00)

Classificação
|     |           |     | Jogos | Jogos | Jogos | Resultados | Resultados | Resultados | Resultados | Resultados | Resultados | Sets | Sets | Sets  | Pontos | Pontos | Pontos |
| Pos | Equipe    | Pts | T     | V     | D     | 3–0        | 3–1        | 3–2        | 2–3        | 1–3        | 0–3        | V    | P    | R     | V      | P      | R      |
| --- | --------- | --- | ----- | ----- | ----- | ---------- | ---------- | ---------- | ---------- | ---------- | ---------- | ---- | ---- | ----- | ------ | ------ | ------ |
| 1   | Itália    | 6   | 2     | 2     | 0     | 2          | 0          | 0          | 0          | 0          | 0          | 6    | 0    | MAX   | 45     | 20     | 2.250  |
| 2   | Argentina | 3   | 2     | 1     | 1     | 1          | 0          | 0          | 0          | 0          | 1          | 3    | 3    | 1,000 | 20     | 20     | 1,000  |
| 3   | Bolívia   | 0   | 2     | 0     | 2     | 0          | 0          | 0          | 0          | 0          | 2          | 0    | 6    | 0,000 | 10     | 45     | 0.222  |

Resultados
| Data  | Hora  |              | Placar |           | Set 1 | Set 2 | Set 3 | Set 4 | Set 5 | Total | Relatório |
| ----- | ----- | ------------ | ------ | --------- | ----- | ----- | ----- | ----- | ----- | ----- | --------- |
| 6 out | 18:00 | 'Argentina ' | 3–0    | Bolívia   |       |       |       |       |       |       |           |
| 7 out | 20:00 | Argentina    | 0–3    | ' Itália' |       |       |       |       |       |       |           |
| 8 out | 16:00 | 'Itália '    | 3–0    | Bolívia   |       |       |       |       |       |       |           |

## Final
Resultado
| Data  | Hora  |           | Placar |           | Set 1 | Set 2 | Set 3 | Set 4 | Set 5 | Total | Relatório |
| ----- | ----- | --------- | ------ | --------- | ----- | ----- | ----- | ----- | ----- | ----- | --------- |
| 9 out | 20:00 | Argentina | 0–3    | ' Itália' |       |       |       |       |       |       |           |

## Classificação final
| Rank | Team      |
| ---- | --------- |
| 1    | Itália    |
| 2    | Argentina |
| 3    | Bolívia   |